# Ipomoea cheirophylla
Ipomoea cheirophylla är en vindeväxtart som beskrevs av O'donell. Ipomoea cheirophylla ingår i släktet praktvindor, och familjen vindeväxter. Inga underarter finns listade i Catalogue of Life.